# Licoleó
Licoleó (en llatí Lycoleon, en grec antic Λυκολέων) fou un orador atenenc deixeble d'Isòcrates d'Atenes que només menciona Aristòtil i reprodueix un fragment d'un discurs titulat ὑπὲρ Χαβρίον.
Com que aquest fragment parla de l'estàtua en bronze que li van erigir a Càbries quan va destruir la flota espartana, és evident que el discurs s'hauria fet després de l'any 377 aC.